# Freden i Novgorod
Freden i Novgorod, fredsavtal slutet den 2 april 1557, vilket avslutade stora ryska kriget mellan Sverige under Gustav Vasa och Ryssland under Ivan IV ("den förskräcklige"). Villkoren var att stillestånd mellan länderna skulle gälla i 40 år och att en reglering av gränsdragningen mellan länderna, baserad på Nöteborgstraktaten, skulle genomföras.
Freden innebar att status quo återupprättades mellan länderna. Gränsregleringen kom aldrig att genomföras och förhållandet mellan Sverige och Ryssland fortsatte att vara spänt.
En tidigare fred slöts i Novgorod 1497.

## Bakgrund
Alltsedan Nöteborgstraktaten 1323 hade det förekommit konflikter mellan Sverige och Ryssland. Orsaken var att båda länderna hade intresse av att beskatta befolkningen i gränsbygden. Storfursten av Moskva, Vasilij III, önskade lösa gränsfrågan fredligt, men på villkor att gränsen justerades enligt Nöteborgstraktaten. Efter ryskt hot om krig slöts 1510 en fred på 60 år. Problem att komma överens uppstod dock när det skulle bestämmas var gränsen skulle dras.
1524 bekräftades 1510 års fred vid ett möte i Novgorod. Fortsatta förhandlingar 1525 blev utdragna och svåra och präglades av ömsesidiga anklagelser om gränsöverträdelser. Dessutom ansåg Vasilij III att Gustav Vasa var lägre i rang och därför skulle förhandla med fursten i Novgorod, Ivan Obolenski. I maj 1527 slöts ett vapenstillestånd, trots att det fortfarande rådde olika uppfattningar om var gränsen skulle gå och det beslöts att förhandla om gränsdragningen vid senare tillfälle.
Efter Vasilij III:s död 1533 skulle 1510 års fred bekräftas och den nye storfursten Ivan IV krävde att gränsen skulle dras enligt Nöteborgstraktaten, vilket var negativt för Sverige. Gustav Vasa lät meddela att originalavtalet försvunnit och därför skulle gränsen fastställas i enlighet med den nuvarande bebyggelsegränsen. 1535 godkändes ett fredsavtal på 60 år och ett gränskorrigeringsmöte skulle hållas 1538.
Förhandlingarna fortsatte de kommande åren och svenskarna gjorde allt för att skjuta upp gränsutredningen. Ryssarna fann efter mycket letande sitt exemplar av Nöteborgstraktaten och överlämnade en kopia till svenskarna, vilket var besvärande då de inte längre kunde skylla på att det gamla avtalet hade försvunnit. Vid gränsmötet 1538 uteblev de svenska representanterna och gränsdragningen sköts åter igen upp. Eftersom ingen överenskommelse om gränsen nåddes ledde detta till flera konflikter med härjningar och plundringar mellan befolkningarna i gränsområdet.
1544 blev situationen kritisk och det uppstod ett reellt krigshot mellan Sverige och Ryssland, vilket drevs på av den finska adeln. Gustav Vasa ställde sig dock inte bakom krigsplanerna. Ett planerat gränsmöte 1547 sköts upp till 1550.
1554 hade gränstvisten åter igen blivit så kritisk att risken för krig var föreföll oundviklig. På båda sidor mobiliserades trupper och i början av 1555 utbröt öppet krig.

## Förhandlingar
Flera försök till fredsförhandlingar hade skett under 1556, men misslyckats. Ingendera av parterna ville ge sig och än en gång uppstod formella problem då Ivan IV i egenskap av tsar ansåg sig vara högre i rang än Gustav Vasa och därför ville låta Novgorods furste Michail Glinskij sköta förhandlingarna. Gustav Vasa ville inte nedlåta sig till detta utan utsåg Viborgs militärkommendant till sin representant, vilket inte godtogs av fursten. Som jämställd förhandlare utsågs därefter Gustav Vasas son Johan, sedan denne utnämnts till hertig av Finland.
Efter dessa formaliteter kunde förhandlingarna till slut inledas i Moskva i slutet av februari 1557. Ryssarnas utgångskrav var Nöteborgstraktaten från 1323 och svenskarnas att den verkliga gränslinjen skulle erkännas som gräns. Ivan IV höll Gustav Vasa ensam ansvarig för kriget. I slutet av mars gick dock Ivan IV med på omedelbar fred.
Delegationerna for efter överenskommelsen till Novgorod där freden slutligen bekräftades den 2 april.

## Villkor
- Stillestånd skulle gälla i 40 år, d.v.s. fram till Marie bebådelsedag 25 mars 1597
- Gränsreglering skulle ske vid ett möte på Kristi förklaringsdag 20 juli 1559 i Noisniemi by vid Vuoksen
- Gränsregleringen skulle baseras på nöteborgstraktaten[3][4]

## Efterföljd
Krigstillståndet upphörde genom fredsavtalet, men tvisten om var gränsen mellan Sverige och Ryssland skulle gå hade inte slutligen lösts. Under de två kommande åren förberedde sig parterna för det planerade gränsmötet genom att studera gränsområdet och upprätta gränsförteckningar för att visa vilka delar som tillhörde dem. Svenskarna hade två gränsförteckningar: en kopia av originalavtalet och ett som utarbetats utifrån tidigare gränsförteckningar. Gustav Vasa gav order till befälhavaren på Viborgs slott om att ta reda på vilken gränsförteckning som var förmånligast för Sverige.
När det så var dags för gränsmötet 1559 visade det sig att ingen part var villig att hålla mötet och det föreslogs att mötet skulle skjutas upp. I september 1560 dog Gustav Vasa och fredsavtalet förnyades enligt sed av Erik XIV 1561. Gränsdragningen sköts då upp till Kristi förklaringsdag 1572 och freden bekräftades för 20 år.
Det är först genom freden i Teusina 1595 som den segdragna gränstvisten mellan Sverige och Ryssland slutligen löses.

### Fotnoter
1. ↑  Kujanen, s. 25–51
2. ↑  Kujanen, s. 93–95
3. 1 2  Kujanen, s. 95–98.
4. ↑  Sundberg, s. 201–202